# Al Ghayl (huyện)
Huyện Al Ghayl là một huyện thuộc tỉnh Al Jawf, Yemen. Đến thời điểm năm 2003, huyện này có dân số 10436 người